# Rivière Fourchette
Pour les articles homonymes, voir Fourchette (homonymie).
La rivière Fourchette est un affluent de la rivière Filkars dont le courant se déverse successivement dans la rivière Beaurivage, la rive ouest de la rivière Chaudière et la rive sud du fleuve Saint-Laurent.
La rivière Fourchette coule dans les municipalités de Saint-Sylvestre et de Saint-Patrice-de-Beaurivage, dans la municipalité régionale de comté (MRC) de Lotbinière, dans la région administrative de Chaudière-Appalaches, au Québec, au Canada.

## Géographie
Les principaux bassins versants voisins de la rivière Fourchette sont :
- côté nord : rivière Filkars, rivière Beaurivage ;
- côté est : rivière Beaurivage, rivière Nadeau, rivière Vallée, rivière Chaudière ;
- côté sud : rivière Saint-André, rivière Filkars, rivière Palmer ;
- côté ouest : rivière Saint-André, rivière Armagh, rivière Saint-Georges, rivière aux Chevreuils.

La rivière Fourchette prend sa source dans la municipalité de Saint-Sylvestre, à 1,9 km au nord-est du centre du village. Cette zone de tête est située au nord de la route 216, à 7,1 km au nord du sommet du Mont Handkerchief et à 4,0 km au sud-est du centre du village de Saint-Patrice-de-Beaurivage.
À partir de sa source située dans Saint-Sylvestre, la rivière Fourchette coule sur 19,9 km répartis selon les segments suivants :
- 0,5 km vers le nord-est, dans Saint-Sylvestre ;
- 4,2 km vers le nord, en formant une grand courbe vers l'est, alors qu'elle parcourt 2,1 km en deux segments dans Saint-Patrice-de-Beaurivage à cause d'un appendice vers le sud du territoire de Saint-Patrice-de-Beaurivage ;
- 4,3 km vers le nord-Ouest, dans Saint-Sylvestre, puis dans Saint-Patrice-de-Beaurivage, jusqu'à la route du Moulin ;
- 9,0 km vers l'ouest, dans Saint-Patrice-de-Beaurivage, jusqu'au chemin Craig ;
- 1,9 km vers le nord-ouest, jusqu'à sa confluence.

La rivière Fourchette se déverse sur la rive sud de la rivière Filkars dans la municipalité de Saint-Patrice-de-Beaurivage. Cette confluence est située à 2,7 km en amont de la confluence de la rivière Filkars et à 1,1 km en amont de la route du "Route du Petit Lac".

## Toponymie
Le toponyme "rivière Fourchette" a été officialisé le 8 août 1977 à la Commission de toponymie du Québec.